# نورتريبتيلين
نورتريبتيلين (بالانجليزية Nortriptyline )، التي تباع تحت الأسماء التجارية Allegron ، Aventyl ، Noritren ، Nortrilen ، و Pamelor وغيرها، هو مضاد للاكتئاب ثلاثية الحلقات (TCA) المستخدمة لعلاج الاكتئاب السريري . استخدام آخر مرخص له هو في علاج التبول اللاإرادي في مرحلة الطفولة. تشمل الاستخدامات خارج التسمية الألم المزمن والصداع النصفي والتأثير اللطيف في بعض الاضطرابات العصبية. كيميائياً، وهو ثنائي أمين ثنائي بنزين هكسيل هوبتين وصيدليًا يصنف على أنه الجيل الثاني من TCA.

## الاستخدامات الطبية
في المملكة المتحدة ، يمكن استخدامه أيضًا لعلاج سلس البول الليلي ، مع استمرار دورات العلاج لمدة لا تزيد عن ثلاثة أشهر. كما أنها تستخدم خارج التسمية لعلاج اضطرابات الهلع ، متلازمة القولون العصبي ، والوقاية من الشقيقة والألم المزمن أو تعديل العصبي، وخاصة اضطراب المفصل الصدغي الفكي . 

### ألم الاعتلال العصبي
على الرغم من عدم موافقة إدارة الأغذية والعقاقير على آلام الأعصاب ، فقد أثبتت العديد من التجارب المعشاة ذات الشواهد فعالية مضادات الاكتئاب ثلاثية الحلقات لعلاج هذه الحالة لدى الأفراد المصابين بالاكتئاب والاكتئاب. في عام 2010 ، أوصت الدلائل الإرشادية المبنية على الأدلة التي ترعاها الرابطة الدولية لدراسة الألم Nortriptyline كدواء الخط الأول للألم الأعصاب. 

## الجرعة الدوائية
```
يعطى الدواء عن طريق الفم كما يلي:
```

- الأطفال بعمر 6-7 سنوات (20-25 كغ): 10 ملغ/اليوم.
- الأطفال بعمر 8-11 سنة (25-35 كغ): 10-20 ملغ/اليوم.
- الأطفال بعمر أكثر من 11 سنة (35-54 كغ): 25-35 ملغ/اليوم.
- يعطى الدواء لعلاج الاكتئاب عند المراهقين بمقدار 30-50 ملغ/اليوم على دفعات، وعندَ البالغين بمقدار 25 ملغ ثلاث إلى أربع مرات باليوم، وُصولاً إلى 150 ملغ/اليوم. أمَّا عند المسنين فنبدأ بجرعة 10-25 ملغ/اليوم قبل النوم، ويمكن الوصولُ بالجرعة إلى 75 ملغ/اليوم قبل النوم خلال عدة أيام أو حسب توصيات الطبيب. [8]

## موانع الاستعمال
- إذا كان لدى المريض تحسس تجاه النورتريبتيلين أو أي مكوِنٍ آخر في هذا الدواء.
- يجب إِطلاع مقدم الرعاية الصحية إذا كان لدى المريض تحسس لأيِ دواءٍ آخر.
- يجب القِيام بالإبلاغ عن التحسس الذي أصاب المريض والكيفية التي أثر بها فيه. ويتضمن ذلك الكشف عن وجود طفح أو بثور أو حكة جلدية أو ضيق في التنفس أو صفير عند الشهيق أو سعال أو تورم الوجه أو الشفتين أو اللسان أو الحلق، أو أية أعراض أخرى مصاحبة لاِستعمال الدواء.
- إذا كان المريض يعاني من نوبةٍ قلبيَة حديثة.
- إذا كان المريض يتناول مثبطات أُكسيدازِ أُحادي الأَمين MAOI (وهي من مضادات الاكتئاب)، مثل الفينيلزين Phenelzine خِال أربعة عشر يوماً قبل تناول هذا الدواء.
- إذا كانت المريضة حاملاً أو يحتمل أن تكون حامِلا.
- إذا كانت المريضةُ ترضِع رضاعةً طبيعيَّة من الثَّدي.[8]

## الآثار الجانبية
الآثار الجانبية الأكثر شيوعا تشمل جفاف الفم ، والتخدير ، والإمساك ، وزيادة الشهية، عدم وضوح الرؤية وطنين الأذن. التأثير الجانبي العرضي هو ضربات القلب السريعة أو غير المنتظمة . الكحول قد يفاقم بعض من آثاره الجانبية. 

## التفاعلات
الاستهلاك المفرط للكحول بالاقتران مع علاج النورتريبتيلين قد يكون له تأثير فعال، والذي قد يؤدي إلى خطر زيادة محاولات الانتحار أو زيادة الجرعة، وخاصة في المرضى الذين لديهم تاريخ من الاضطرابات العاطفية أو التفكير في الانتحار .